# Jezero Ukereve (opera)
Jezero Ukereve je druhá opera českého skladatele Otmara Máchy. Libreto si k ní napsal skladatel podle stejnojmenného dramatu Vladislava Vančury. Opera vznikala v letech 1960–1963 a premiéru měla 27. května 1966 v Národním divadle v Praze.

## Vznik a historie díla
Tři roky po dokončení své první opery Polapená nevěra začal Otmar Mácha skládat svou další operu, charakterem a rozsahem však velmi odlišnou. Na libreto dosti věrně přepracoval hru Vladislava Vančury z roku 1935; zachoval její strukturu, postavy i děj. Významnější změna je pouze v samém závěru, kdy skladatel přenechává poslední slova a poslání postavě mulatky Lee. Námět hry, totiž protest proti kolonialismu znemožňujícímu výzkumnou práci ve prospěch lidstva, byl na přelomu 50. a 60. let 20. století aktuální v souvislosti s procesem dekolonizace, který právě vrcholil (tzv. Rok Afriky). Stejně jako Vančurova hra se operní libreto opírá o některé skutečné události (epidemie spavé nemoci v Německé východní Africe a její zdolávání, nebezpečné léčení atoxylem) a jako postava hry a opery vystupuje přímo i známý německý bakteriolog Robert Koch.
Moderní hudební prostředky použil skladatel zejména v prvním obraze (prolog v Říšském sněmu): ten obsahuje převážně mluvené slovo rytmizované bicími nástroji k dosažení exotizujícího efektu, hudba využívá aleatoriky. Zbývající čtyři obrazy jsou již zpívané. Základem hudby je přitom nepřerušovaný symfonický tok. Zpěv nad ním má většinou deklamační, recitativní povahu, byť mnohdy jde o recitativ melodicky vzrušený, případně přecházející k ariosu. Novinkou v české opeře je využití magnetofonového pásu. Hudba dosahuje exotického účinku zejména výraznými rytmy (pracovní rytmy, rituální zpěvy) a hojným využitím bicích nástrojů, přitom však nijak nevyužívá autentický africký folklór, nýbrž zůstává na půdoryse soudobé evropské vážné hudby.
Jisté vady libreta jsou důsledkem jeho činoherního původu: přílišná roztříštěnost děje, opakování situací, přílišná pasivita hlavního hrdiny. Z hudebního hlediska je nedostatkem chybějící charakterizace jednotlivých postav; skladatel se soustředí spíše na kreslení a charakterizaci scén, prostředí a atmosféry.
Opera měla při svém uvedení úspěch; hrála se do roku 1968 celkem dvanáctkrát. Přesto vícekrát nastudována nebyla.
Na sklonku života se Otmar Mácha hodlal k opeře Jezero Ukereve vrátit a přepracovat ji směrem k větší symbolické výpovědi, zejména změnit závěr tak, aby v němž černoška Lee vyjádřila naději ve společný příští život bílých a černých na celé planetě; slovy brněnského dirigenta a dramaturga Václava Noska, který Máchovi přepracování navrhl, by se z ní stala „černá Libuše«.

## Osoby a první obsazení
| osoba | hlasový obor | premiéra (1.9.1966) |
| --- | ------------ | ------------------- |
| Předseda parlamentu | mluvená role | Jaroslav Gleich     |
| Josef von Zenge, člen rady pro východoafrické osady                                                                          | mluvená role | Jaroslav Rohan      |
| Vládní poslanec (Tümpel) | mluvená role | Vladimír Jedenáctík |
| Radikální poslanec (Neumann)                                                                                                 | mluvená role | Norbert Stallich    |
| Dáma v lóži | mluvená role | Jarmila Malá        |
| Prof. Robert Koch | basbaryton   | Karel Kalaš         |
| Dr. René Forde, lékař | tenor        | Beno Blachut        |
| Goan, domorodý vládce | bas          | Jaroslav Veverka    |
| Kara-Kara, Goanův prvorozený syn                                                                                             | baryton      | Josef Heriban       |
| Majané, Goanův nejmladší syn                                                                                                 | tenor        | Jan Hlavsa          |
| Lee, Gojanova dcera | soprán       | Eva Zikmundová      |
| Ambrose, portugalský obchodník                                                                                               | tenor buffo  | Antonín Votava      |
| Felix Charpeau, námořník | baryton      | Karel Berman        |
| Vdova | alt          | Jaroslava Dobrá     |
| Major (Horowitz) | baryton      | Zdeněk Otava        |
| Koloniální rada (dr. Heppenheim)                                                                                             | tenor buffo  | Antonín Zlesák      |
| Dr. Panse | bas          | Josef Celerin       |
| Uganďanka | soprán       | Marcela Lemariová   |
| 1. Uganďan | bas          | Jan Hadraba         |
| 2. Uganďan | baryton      | Karel Macho         |
| Poručík Schmitt | mluvená role | Jiří Schiller       |
| Voják | mluvená role | Miroslav Kavalír    |
| Seržán (Martin Beaumont) | mluvená role | …                   |
| Bubeník | mluvená role | Rudolf Mošna        |
| Předsednictvo parlamentu, galerie, straníci a nepřátelé, Uganďanky, Uganďané, sluhové, vojáci.                               |              |                     |
| Dirigent: Zdeněk Košler, režisér: Hanuš Thein, choreograf: Vlastimil Jílek, scéna: Oldřich Šimáček, kostýmy: Marcel Pokorný. |              |                     |

## Instrumentace
3 flétny, 2 hoboje, 3 klarinety, 3 fagoty; 4 lesní rohy, 3 trubky, pozoun, tuba; tympán, bicí souprava; harfa; smyčce.

## Děj opery
Děje se v prvním desetiletí 20. století. První obraz se odehrává v Berlíně v budově Říšského parlamentu, ostatní čtyři ve Fordově táboře v Německé východní Africe na břehu jezera Ukereve.

### 1. obraz
Probíhá zasedání německého Říšského sněmu. Vládní poslanec Tümpl obhajuje investice do železnic, silnic a průplavů v německých osadách v Africe za účelem rozvoje německého obchodu a průmyslu. Projev jeho i následujících řečníků přerušují radikální poslanec Neumann a člen rady pro východoafrické osady von Zenge. Následně hovoří předseda parlamentu slovo profesoru Kochovi jako stálému zdravotnímu expertovi pro rovníkovou Afriku. Ten hovoří o epidemii spavé nemoci v okolí jezera Viktoria Njasa a žádá o uvolnění přislíbených prostředků na karanténní a preventivní opatření, zejména ničení biotopů přenašeče choroby, mouchy tse-tse, tj. kácení stromoví a vysoušení bažin. Snad již brzy bude k dispozici lék, na němž pracují dr. Ehrlich a Hata; zatím je třeba podpořit na místě operace francouzského přírodovědce dr. René Froda, dříve než se bude investovat do infrastruktury. Projev zaniká ve výkřicích různých poslanců i lidí sledujících zasedání z galerie.

### 2. obraz
Lisabonský obchodník Ambrose se smlouvá s bývalým námořníkem Felixem Charpeauem. Oba se zabývají podloudnictvím, zejména dodáváním nekvalitního alkoholu domorodcům. Nyní však Ambrose v zájmu nejmenované vlády přesvědčuje Charpeaua, aby vyvolal domorodé nepokoje proti bílé (německé) nadvládě, již na místě reprezentuje nejvíce lékař Forde. K tomu Ambrose slibuje dodat tajně zbraně pro Uganďany. Obchodník chce Forda lstí přesvědčit, aby dal zničit zásoby tsitly, hlavní živiny domorodců, a tím na sebe přivolal jejich hněv; tvrdí mu proto, že stohy jsou prolezlé mouchami tse-tse. Forde v zásadě souhlasí, rozhodnutí však odkládá.
Charpeau má anarchistické sklony a myšlenka na vzpouru je mu sympatická, přitom ale má vlastní důvod, proč pracovat proti Fordovi. Forde žije s černoškou Lee a dal se s ní oddat podle domorodého obřadu, Charpeau je však do ní bláznivě zamilován. Ambrose mu prozrazuje, že zde kdysi pobýval a žil s jednou z manželek kmenového krále Goana. Jak Lee, tak její mladší bratr Majáné nejsou ve skutečnosti dětmi Goanovy, ale Ambrosovy.
Goan přichází k Fordovi. Stěžuje si a jménem svých lidí odmítá dále vysušovat močály a porážet stromy: země bez vody a stromů je chudá a neúrodná a bez křovin tsitly jeho kmen přijde o veškerou obživu. Přitom Forde tvrdí, že tím bojuje proti spavé nemoci, a Uganďané (i Goan, Lee a Majáné) jsou přesvědčeni, že proti ní má lék. Před lékaře předstupuje chudá vdova s nakaženým dítětem: již tři syny í vzala spavá nemoc – laalanegulo –, ať Ford vyléčí jejího posledního. Forde vysvětluje, že nemoc léčit nedokáže, ale Uganďané se obracejí proti němu, neboť si myslí, že před nimi černochy lék úmyslně skrývá. Vdova jej proklíná a nejstarší Goanjův syn Kara-Kara se na Forda sápe, ochrání ho však Majáné a Goanův rozkaz.
Náčelník je totiž sám nemocen a chce Fordův lék pro sebe. Nevěří lékaři, že žádný nemá. Hrozí Fordovi mučením a vyzývá Lee a Majáné, aby lékaře opustili; ti váhají mezi otcem a Fordem. Zatímco Goan malátně usíná, Kara-Kara chce provést otcovy hrozby. Tu přibíhá Charpeau se zprávou, že se Ambrose pokoušel zapálit stohy tsitly a byl přitom zabit Uganďany. Vražda bělocha může přijít kmen draho. Na nosítkách je přinesen umírající Ambrose. Ten žádá Forda, aby se na černoších nemstil, protože byli v právu, a varuje ho před Charpeauem. Umírá s pohledem na Lee, žehnaje její lásce s Fordem.

### 3. obraz
Ve Fordově polní nemocnici končí inspekční návštěva významné delegace v čele s profesorem Kochem; dále jsou zde vojenský velitel major Horowitz, koloniální rada dr. Heppenheim a vrchní lékař dr. Panse. Profesor Koch není zcela spokojen s Fordovými bakteriologickými teoriemi, ale ani s tím, jak ututlal záležitosti kolem Ambrosovy smrti. Major naléhá na brzký odchod a stejně jako koloniální rada se domnívají, že Forde není spolehlivý a schopný člověk, aby mohl být pověřen úředním posláním, a navíc jeho starost o černochy je nepochopitelná; dr. Panse jim odporuje a poukazuje na Fordovy vědecké výsledky. Na dřívější Fordův návrh vyhlašuje profesor Koch zdravotní opatření pro celou oblast, sestávající z karantény a nuceného léčení.
Koch zve Forda na půl roku do Berlína, aby se podílel na jeho výzkumech. Forda to velmi láká. Ale když se to dozví Lee, zděsí se a vyčítá mu, že chce od Ukereve utéci. Forde se rozhoduje zůstat. Koch jej tedy – k velké nelibosti majora, koloniálního rdy i Charpeaua – jmenuje správcem zdravotních operací na území Ugandy, poručík Schmitt se svým oddílem jsou pověřeni dohledem nad jejich realizací. Profesor předává Fordovi nový lék – atoxyl –, ale upozorňuje ho na závažné vedlejší účinky, zejména na zrakový nerv. Prozatím se Forde rozhoduje nový lék nepoužívat.
Charpeau ztratil naději, že Forde odjede a zanechá zde Lee. S Kara-karou, který se chce Fordovi pomstít, plánuje jeho zkázu. Charpeau si nechá přivést sesláblého Goana a prozradí mu, že Forde právě získal lék proti spavé nemoci a utajuje ho před černochy – ale hlavně to, že Lee a Majáné nejsou jeho pokrevní děti. Kara-Kara otci vyčítá, že se příliš přizpůsoboval Evropanům, a přesvědčí ho, aby zapudil Lee a Majáné a Forda nechal zardousit. Charpeau posílá Kara-Karu s jeho lidmi za Fordem, který je právě sám ve svém stanu; námořník mezitím zadrží Lee, a pokud by hrozilo nebezpečí, vystřelí. Když pak přichází Lee, vyznává jí námořník lásku. Lee se ale brání, sebere mu revolver a vystřelí z něj do vzduchu. Uganďané utekou a Forde přibíhá živ a zdráv.

### 4. obraz
Zní zpěv těžce pracujících černochů od jezera. Charpeau uskutečnil plán domluvený ještě s Ambrosem a propašoval mezi domoroddce pět tséc ručnic; až Charpeau stáhne vlajku se stožáru, mají zaútočit na Fordův tábor. Forde velí zdravotním a karanténním operacím, ale Charpeau i seržán nahlodávají idealismus: nevidí však, že zdraví Uganďanů je pro kolonizátory důležité jen jako prostředek zachování bezplatné pracovní síly? Charpeau konfrontuje Forda přímo, jako „svobodný člověk“ odmítá uposlechnout jeho příkazy a netají se svou láskou k Lee. Ukazuje se, že námořník byl nakažen spavou nemocí, Fordův oslepující lék odmítá a chce si promluvit s Lee.
Lee se s námořníkem loučí a vyzývá Forda, aby se vrátil domů, do Evropy, zde nebude nikdy šťastný. Ona s ním jít nemůže, společnost by ji nikdy nepřijala. Charpeau cítí, že jeho konec není daleko, a znovu vyznává Lee lásku – a současně prozrazuje Fordovi, že vyzbrojil Uganďany a zosnoval vzpouru. Spouští vlajku na znamení útoku, ale Forde ji ihned zase vytahuje. Poněkud zmatení Uganďané přicházejí vedeni Kara-Karou a obviňují Forda, že místo léku mezi ně přináší smrt. Na Kara-Karův pokřik domorodci zaútočí a Forde dá povel k palbě, jejímž výsledkem jsou dva mrtví.
Přichází Goan, oslepený po léčení atoxylem. Zahrnuje Forda výčitkami a hořekuje nad osudem Afriky, která padla v plen bělochům. Zavrhuje Lee, protože miluje Forda. Lee odhaluje, že rovněž onemocněla spavou nemocí. Goan ji lituje a nabízí jí i Majáné návrat, okamžik možného smíření však promine, když dělníci přinášejí tělo Majáné: zrovna on se stal jednou z obětí střelby. Nyní i Goan volá „smrt bílým lidem“.
Zděšený a zklamaný Forde chce zastavit nucené léčení, ale poručík Schmitt připomíná, že léčení je nařízeno úřady, a je ochoten Forda zatknout, pokud by mu bránil. Tu přichází telegram z Berlína, že komisariát osad nařizuje léčení zastavit, protože se podařilo… Zbytek vzkazu se Forde nedozví, protože Charpeau přerušil spojení. V tom okamžiku bodne Forda moucha tse-tse. Goan se mu vysmívá a hlásá pomstu. Charpeau lékaře vyzývá, aby se přidal k domorodcům a bojoval za svobodu, ale ten „krvavou svobodu“ odmítá a rozhoduje se zůstat na straně civilizace a vědy. Charpeau uniká a cestou kácí stožár s vlajkou. Ozbrojené povstání definitivně začíná.

### 5. obraz
Fordův tábor je obležen, čeká se na posily; zbývá jen málo lidí a řada z nich trpí nemocí. I Forde sám je malátný a stěží přemáhá spánek a halucinace, v nichž vidí profesora Kocha přicházet s lékem. Goan, jenž je zde v zajetí, hovoří o pomstě za všechna příkoří, jimiž jeho národ trpí, a slibuje Fordovi smrt; lékařovy nabídky k smíru odmítá. – Vojákům se podaří zajmout v blízkosti tábora Charpeaua, podněcovatele a vedoucího povstalců, a chtějí jej lynčovat. Forde jim v tom však zabrání, protože touží po míru a solidaritě, a námořníka přesvědčí, aby pohnul povstalce k příměří. Charpeau mu vyhoví i proto, že je na pokraji smrti; právě ostatně opravil telegrafní spojení. Z Berlína přináší telegraf zprávu od Kocha o tom, že byl – zejména díky práci doktora Forda – sestrojen salversan, nový bezpečný lék proti spavé nemoci. Vyčerpaný Forde klesá, ale Lee jej budí a dodává mu odvahy k dkončení díla.